# Hugo Häring
Pour les articles homonymes, voir Haring.
Hugo Häring (né le 11 mai 1882 à Biberach an der Riß et mort le 17 mai 1958 à Göppingen) est un architecte et un théoricien de l'architecture allemand, connu pour ses écrits sur l'architecture organique ainsi que pour sa participation au débat architectural sur le fonctionnalisme dans les années 1920 et 1930.  

## Biographie
Étudiant du grand Theodor Fischer, Häring estimait que chaque bâtiment devait être uniquement développé selon les exigences particulières du site et du client. Peu des projets de Häring furent bâtis mais ils eurent une grande influence sur son collègue et ami Hans Scharoun. Häring fut un des membres fondateurs à la fois de Der Ring et des CIAM.

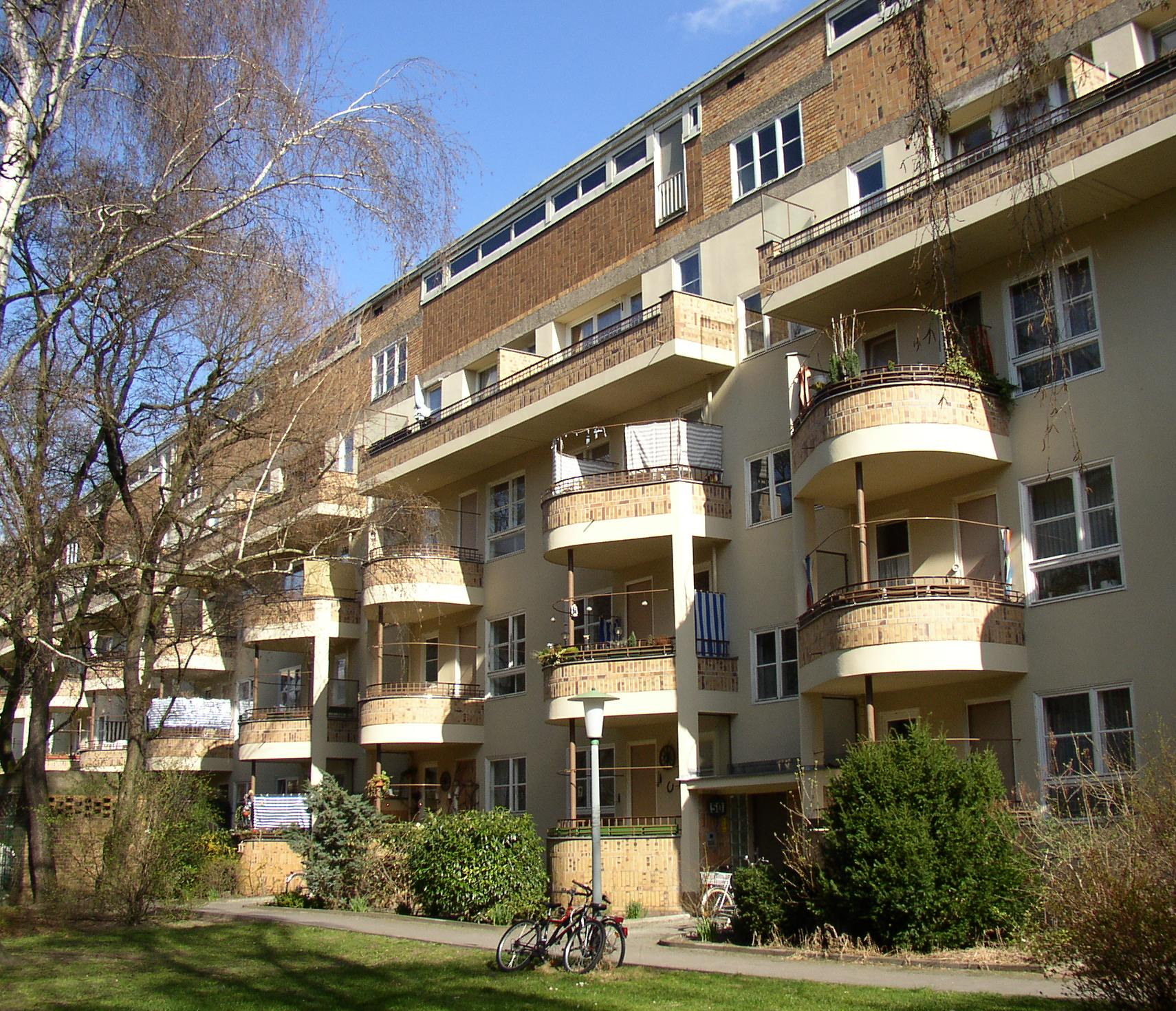
Goebelstraße dans le Großsiedlung Siemensstadt dans le quartier de Charlottenburg à Berlin.